# Jerry Nagel
Gerald R. "Jerry" Nagel (Chicago, Illinois, 18 de mayo de 1928-2 de febrero de 1999) fue un jugador de baloncesto estadounidense que disputó una temporada en la NBA. Con 1,83 metros de estatura, jugaba en la posición de base.

## Trayectoria deportiva

### Universidad
Jugó durante tres temporadas con los Ramblers de la Universidad de Loyola Chicago.

### Profesional
Fue elegido en la trigésimo novena posición del Draft de la BAA de 1949 por Fort Wayne Pistons, con los que disputó 14 partidos, en los que promedió 0,9 puntos.

## Estadísticas de su carrera en la NBA

### Temporada regular
| Temporada | Edad | Equipo             | Liga | Pos. | P  | TIT | MIN | TC  | TCA | %TC  | 3P | 3PA | %3P | TL  | TLA | %TL  | R.OF. | R.DEF. | REB | ASIS | ROB | TAP | PER | FP  | PTS |
| 1949-50   | 21   | Fort Wayne Pistons | NBA  |      | 14 |     |     | 0.4 | 2.0 | .214 |    |     |     | 0.1 | 0.3 | .250 |       |        |     | 1.3  |     |     |     | 0.8 | 0.9 |
| Total     |      |                    | NBA  |      | 14 |     |     | 0.4 | 2.0 | .214 |    |     |     | 0.1 | 0.3 | .250 |       |        |     | 1.3  |     |     |     | 0.8 | 0.9 |